# Mukhtar Ramalan Yero
Mukhtar Ramalan Yero est un homme politique nigérian né le 1er mai 1968 à Anguwar Kaura dans l'État de Kaduna. Yero est membre du Parti démocratique populaire (PDP) et gouverneur de l'État de Kaduna depuis le 16 décembre 2012.
Yero a des diplômes de comptabilité, d'administration des entreprises et de banque de l'université Ahmadu Bello.
En mai 2010, il est nommé vice-gouverneur de l'État de Kaduna par Patrick Ibrahim Yakowa, ancien vice-gouverneur qui vient d'être nommé gouverneur à la place de Namadi Sambo.
Le 15 décembre 2012, Yakowa meurt dans un accident d'avion au-dessus de l'État de Bayelsa. Yero, le vice-gouverneur, est alors nommé gouverneur de l'État de Kaduna.